# Boffa (prefectura)
Boffa es una prefectura de la región de Boké de Guinea, con una población censada en marzo de 2014 de 212 583 habitantes. Está formada por las siguientes subprefecturas, que igualmente se muestran con población censada en marzo de 2014:
- Boffa 27,130
- Colia 35,737
- Douprou 21,405
- Koba-Tatema 51,111
- Lisso 11,830
- Mankountan 17,148
- Tamita 14,287
- Tougnifili 33,935[1]

## Distritos
- Boffa
- Colia
- Douprou
- Koba-Tatema
- Lisso
- Mankountan
- Tamita